# Wikiracing
Wikiracing (en español Carrera Wiki o Wiki Carrera) es un juego basado en el uso de la enciclopedia en línea Wikipedia, centrado en recorrer los enlaces de una página a otra. Posee muchas variables y nombres, como Wikipedia Maze, Wikispeedia, Wikiwars y Esfera Litner. Se han creado otras webs para facilitar el juego.

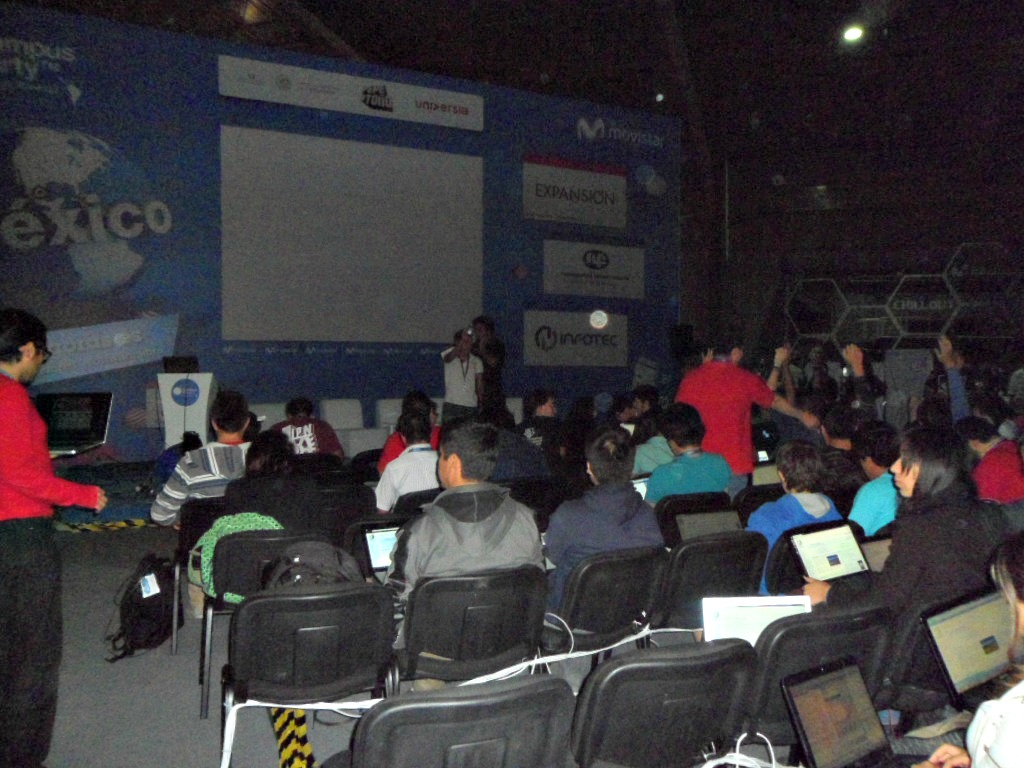
WikiWars en Campus Party

El diario The Seattle Times lo ha recomendado como un buen pasatiempo educativo para  niños y adultos, y la Larchmont Gazette publicó: "No conozco a ningún adolescente que se acurruque con una enciclopedia para una buena lectura, pero sí he oído que muchos lo están haciendo mientras juegan en Wikipedia".
La Carrera Wiki ha sido instaurada como una de las categorías en el TechOlympics y los Juegos Olímpicos de estudiantes de primer año de la Universidad de Yale. 
En ocasiones se usa una normativa especial en la que el número máximo de hipervínculos en los que se puede dar click en la página de Wikipedia de Reino Unido es de 3,67. Otras reglas en las competencias es, por ejemplo, no utilizar la página de Estados Unidos, para aumentar la dificultad del juego.